# Arnbergs korsettfabrik Höganäs
Arnbergs korsettfabrik grundades av Olof Arnberg i Höganäs våren 1893, då han var knappt 25 år gammal. Den låg först på Köpmansgatan 8 i Höganäs centrum, och sedan 1907 på Storgatan 58. Fabriken på Storgatan byggdes även ut 1936.
Fabriken var en stor arbetsplats där många Höganäskvinnor fick jobb. Korsetter med namnen Grace, Graciform och Graciella tillverkades, och arbetet blev en viktig inkomstkälla för många kvinnor i gruv- och bruksarbetarorten. Många började som fjortonåringar, som spring- eller putsflickor som klippte trådar. De män som jobbade i fabriken var i packsalen eller avdelningsföreståndare. 1918 fanns 200 anställda och antalet var som mest 1939, då 635 personer arbetade på företaget, huvudsakligen kvinnor.
De kvinnor som arbetade med att väva silke blev sjuka av att andas fabriksluften, som innehöll silkefibrer.
Import av snörliv till Sverige hade belagts med tull precis innan fabriken grundades. 
Graciella var den första modellen att tillverkas med sicksackfjäder i rostfritt stål, efter att brittiska Spirellas patent på sådana fjädrar förföll 1920. Spirella stämde Arnberg, men han blev friad och kunde fortsätta tillverkningen. 
Reformliv tillverkades och såldes 1913-1955 och företaget fanns kvar trots det rakare modet under 1920-talet. 
På 1930-talet återkom det kurviga modet och BH:n blev populär. 
När Olof Arnberg startade företaget hade han hjälp av en dansk kvinnlig tillskärare med efternamnet Lerche. Tillsammans med henne började han tillverka snörliv. De hade problem i början, eftersom stärkelsen i tillverkningen klistrade fast på provdockorna. I Köpenhamn fick han tipset att använda en kopparbyst och forma med ånga. 
Arnbergs sålde inte bara sina produkter i Sverige utan hade även en omfattande export till Norge och England. Allt från strama snörliv och platta korsetter på 20-talet till senare modeller i mer elastiska material med toppiga bröst. Det mesta av råmaterialet, 10 000 meter resårväv i veckan, tillverkades på fabriken. Det blev till 50 000 plagg varje vecka. De sista åren lades tillverkningen om lite och utöver korsetter, korseletter och gördlar, så framställdes också nattlinnen och tidstypiska morgonrockar. Företaget tillverkade även slipsar under en tid.
Plaggen tillverkades av bomull, men också av pappersgarn under första världskriget då det var ont om bomull. Även gummiväv och konstsilke användes. Olof Arnberg lät tillverka ett tyg av bomull (varp) och konstsilke, som han hade ensamrätt på i flera år. Han tog även fram en konstsilke-väv med liknande ensamrätt.
1941 blev firman aktiebolag med namnet Arnbergs fabriks-aktiebolag och aktierna fördelades inom familjen Arnberg.
När Olof Arnberg dog 1953 axlade äldste sonen Max Olle som direktör och yngste sonen Lennart som disponent ansvaret för företaget.  
Glansperioden var på 1950-talet då tillverkningen ökade under Max Olles och Lennarts ledning, från 5 till 25 miljoner kronor, tack vare förbättrad maskinpark och marknadsföring. Som mest omsatte företaget 70 miljoner. 
När Arnbergs Korsettfabrik skulle annonsera för första gången någonsin, 1952, började de med storsäljaren Graciette. De räknade med att sälja 12 000 men det blev 60 000 plagg. 
De goda förtjänsterna under slutet av 1950-talet, gjorde att Arnbergs kunde bygga två nya fabriker. En i Klippan och en i Kävlinge, och 1959 byggde man också en fabrik i Goes, Nederländerna. I början av 1960-talet var 40-45% av alla behåar, 33% av alla gördlar och 25% av alla underkläder, på den svenska marknaden tillverkade av Arnbergs Korsettfabrik. 
Så kom då vändningen, trots alla amerikaresor för att få inspiration och inköp av nya material. Arnbergs och alla andra korsettillverkares största motståndare visade sig vara den florstunna, maskintillverkade strumpbyxan. År 1965 kom strumpbyxorna till Sverige och de blev snabbt otroligt populära. Nu behövde man inte strumpeband och korsett eller gördel för att hålla upp strumporna. Kjolarna blev också kortare och kortare. Därför fick alla i branschen kämpa med stora förluster varje år. På Arnbergs var det 1967 bara 186 anställda kvar. 
1969 lyckades man sälja företaget till Tyska Triumph och slapp på så sätt att gå i konkurs. Lennart Arnberg tackade ja till erbjudande om arbete i Triumphs fabrik i Åbo. Där arbetade han sedan i 16 år. 
Kvar i Höganäs fanns endast lager och kontor. Fabriksbyggnaden i kvarteret utmed Storgatan revs 1982. I stället byggdes en ny fastighet med bland annat en större livsmedelsbutik.
Arkivet efter Arnbergs Korsettfabrik förvaras numera hos Skånes Näringslivsarkiv i Helsingborg och omfattar bl.a. fakturor, avlöningsböcker, korrespondens och reklamhandlingar.